# Бенцаль Микола Гнатович
Мико́ла Гна́тович Бенца́ль (24 травня 1891, с. Курівці, нині  Тернопільського району Тернопільської області, Україна — 9 вересня 1938, Коломия, нині Івано-Франківська область) — український актор, режисер, театральний діяч. Чоловік Теодозії Бенцалевої, згодом — Олени Бенцаль-Карп'як. Батько Ярослава Бенцаля-Євшана. Учень Йосипа Стадника, Леся Курбаса.

## Життєпис
Навчався у Львівській школі диригентів хору та гри на скрипці (1907–1908).
Працював актором у Народному театрі товариства «Українська бесіда» у Львові (1910—1924, з перервою), в «Тернопільських театральних вечорах» (1915—1917, від квітня 1916 — режисер). 1918–1919 — директор Тернопільського українського драматичного театру. Режисер Нового львівського театру (1919–1920), у Театрі Йосипа Стадника (1926–1929).
Працював актором і режисером у різних українських трупах, зокрема Івана Когутяка (1923), О.Міткевич (1925). Від 1930 був директором Театру імені Івана Тобілевича, який 1938 року в Косові об'єднався з театром «Заграва» Володимира Блавацького й діяв у Коломиї під назвою Театр імені Івана Котляревського.
Помер від серцевого нападу.

## Сім'я
Перша дружина — Теодозія Іванівна Бенцалева (1894—1919), українська акторка. Друга дружина — Олена Олександрівна Бенцаль-Карп'як (1901—1990), українська співачка оперети, драматична акторка. Діти:
- Бенцаль Софія Миколаївна (1914) померла, проживши пів-року.
- Ярослав Бенцаль-Євшан, (26.2.1916, Тернопіль — 21.7.1964) — політичний та громадський діяч. Член ОУН. Закінчив богословські студії. Провідник ОУН у Німеччині, член Закордонних Частин ОУН, голова Головної управи Центрального представництва української еміграції в Німеччині, голова Крайової управи Братства колишніх вояків 1-ї Української дивізії Української Національної Армії. Відповідальний редактор часопису «Шлях перемоги». Від 1953 — керівник Секретаріату Проводу Закордонних Частин ОУН. Похований на мюнхенському цвинтарі Вальдфрідгоф.
- Іван Бенцаль, (1917, Тернопіль — 16.8.1941) — до 1940 р. студент Львівської політехніки, архітектура, в 1940 р. мл. командир РККА, командир артилерійського орудія 43 КАП, 16.08.1941 р. вироком Військового трибуналу 31-ї армії засуджений до ВМП.
- Любомир Бенцаль ( — 1941) — пропав безвісти у м. Львів.

## Ролі
Бенцаль — багатоплановий актор, однаково майстерно виконував героїчні та комічні ролі.
- Хома, Гриць («Ой не ходи, Грицю, та й на вечорниці» Михайла Старицького).
- Омелько («Мартин Боруля» Івана Карпенка-Карого).
- Михайло Гурман («Украдене щастя» Івана Франка).
- Лукаш («Лісова пісня» Лесі Українки).
- Бен-Йохай («Урієль Акоста» Карла Гуцкова).
- Осип («Ревізор» Миколи Гоголя).
- Возний («Наталка Полтавка» Івана Котляревського).
- Карась («Запорожець за Дунаєм» Гулака-Артемовського).

## Поставлені п'єси
- «Безталанна» Івана Карпенка-Карого (1916, зіграв роль Гната).
- «Шельменко-денщик» Григорія Квітки-Основ'яненка (1916).
- «Украдене щастя» Івана Франка (1917).
- «Дядя Ваня» Антона Чехова (1925).
- «Лісова пісня» Лесі Українки (1930).
- «Бравий вояка Швейк» за Ярославом Гашеком (1931).

Уперше поставив: «Дівчина з Маслосоюзу» (1935), «Пригода в Черчі» (1938) Ярослава Барнича.

## Вшанування пам'яті
На могилі є погруддя-пам'ятник (скульптор С.Литвиненко).
У селі Курівці створено меморіальний музей Бенцаля. 
Пам'ятна дошка на честь Леся Курбаса і Миколи Бенцаля (скульптори В. Козловський, Д. Пилип'як) встановлена 1991 на будинку Тернопільської обласної філармонії.
У Коломиї названо вулиця на честь Миколи Бенцаля.